# Бедесбах
Бедесбах (нем. Bedesbach) — община в Германии, в земле Рейнланд-Пфальц. 
Входит в состав района Кузель. Подчиняется управлению Альтенглан.  Население составляет 786 человек (на 31 декабря 2010 года). Занимает площадь 4,43 км².